# Anteminia
Anteminia (Antheminia) – rodzaj pluskwiaków z rodziny tarczówkowatych.
Pluskwiaki te mają prawie owalne w obrysie, gęsto punktowane ciało o bezwłosych głowie i przedpleczu. Czułki bez czarnej obrączki na drugim członie. Śródpiersie z żeberkiem między biodrami. Na pleurytach zatułowia ujścia gruczołów zapachowych położone z dala od bioder, otoczone matową, pomarszczoną i pobrużdżoną powierzchnią, opatrzone krótkim, równej szerokości kanałem wyprowadzającym. Odwłok o drugim widocznym sternicie pozbawionym skierowanego w przód wyrostka.
Rodzaj palearktyczny. W Polsce występuje tylko A. lunulata.
Należą tu:
- Antheminia absinthii (Wagner, 1952)
- Antheminia aliena (Reuter, 1891)
- Antheminia eurynota (Horváth, 1908)
- Antheminia lindbergi (Tamanini, 1962)
- Antheminia lunulata (Goeze, 1778) – anteminia księżycowa
- Antheminia mongolica (Kerzhner et Josifov, 1966)
- Antheminia pusio (Kolenati, 1846)
- Antheminia sariabansis Ahmad et Zaidi, 1991
- Antheminia sulcata (Van Duzee, 1918)
- Antheminia varicornis (Jakovlev, 1876)